# پلویسکا
پلویسکا (به لهستانی:  Plewiska) یک روستا در لهستان است که در گمینا کومورنگکی واقع شده‌است. پلویسکا ۵٬۸۶۷ نفر جمعیت دارد.